# Неманзаде Омар Фаїк
Омар Фаїк Ломан огли Неманзаде (раніше Нейманзаде)(азерб. Ömər Faiq Nemanzadə (ранее Ne'manzadə); 24 грудня 1872, Азгур, Ахалцихський повіт, Тифліська губернія — 10 жовтня 1937, Тбілісі) — азербайджанський публіцист, журналіст і просвітитель, представник народної інтелігенції, громадсько-політичний діяч. Співзасновник (разом з Джалілом Мамедкулізаде) і публіцист журналу «Молла Насреддін» та видавництва «Гейрят» («Честь»).
Перший Голова Ради міністрів Південно-Західної Кавказької Тюркської Республіки, член Тимчасового Революційного комітету Грузинської РСР, Перший Голова Ради з мусульманських питань Грузинської РСР. Розстріляний 1937 року.
Написання «Ne'manzadə» змінилося на «Nemanzadə» без апострофа, а українська транслітерація, відповідно, з «Нейманзаде» на «Неманзаде».

## Біографія
Народився 24 грудня 1872 року в селі Азгур Тифліської губернії. За походженням — ахиска (месхетинський турок).
1891 року закінчив семінарію «Даруш-шафак» у Стамбулі, яка мала на той момент у Туреччині репутацію розсадника ліберальних ідей.
Протягом 1893—1903 років проводить просвітницьку діяльність у школах Азербайджану (Шекі, Гянджа, Шемахи, Баку).
У 1903—1906 роках займається журналістикою. Публікується у провідних газетах на Кавказі, таких як «Шаргі-Рус», «Терджиман», «Ікбал», «Іршад», «Ачик сез», «Єні Іґбал», часто заборонених офіційною цензурою Бакинської губернії, має репутацію неблагонадійного журналіста.
1906 року, після згоди відомого письменника і свого друга Джаліля Мамедкулізаде бути головним редактором задуманого сатиричного журналу «Молла Насреддін», він отримує дозвіл адміністрації організувати видавництво «Гейрят» у Тифлісі. Це були роки розквіту публіцистичної діяльності Неманзаде: він друкується і публікується під 40 псевдонімами, є автором більшості карикатурних сюжетів найпопулярнішого журналу тюркомовного світу аж до 1917 року — початку революційного періоду на Кавказі.
Від 1917 року перебуває в Ахалцихе з метою захисту національних інтересів місцевих турків в умовах безвладдя і розгулу бандитизму, терористичної діяльності вірменських банд. Стає Першим Головою Ради міністрів Південно-Західної Кавказької Тюркської (також відомої під назвою Карської) Республіки. Виступає проти антитурецького насильства, тричі заарештований 1918 року. Після звільнення, Самооборона Республіки протрималася до приходу англійських військ у квітні 1919 року.
1919 року прибуває до Баку, де за завданням парламенту Азербайджану очолює поліційне управління країни.
1920 року повертається в Грузію з колишньою метою захисту інтересів тюркського населення, але вже в радянізованій Грузії. Там він був запрошений як голова сектору мусульман до тодішнього фактичного уряду Грузії, до Революційного комітету Грузії, як один з десяти членів РВК.
З початком відомої операції «Грузинська справа» (1922) він завершує свою суспільно-політичну діяльність у Грузії і 1923 року переїжджає до Азербайджану. Він категорично відмовляється від пропозиції нової влади Азербайджану брати участь у відновленні журналу «Молла Насреддін». Журнал виходить без його участі.
Він переїжджає в Гянджу, де працює директором Гянджинського сільськогосподарського технікуму, а 1924-го призначається в Комітет національної освіти Азербайджанської РСР. Бере активну участь у становленні народної освіти і є ініціатором процесу створення нових підручників і навчальних посібників.
Після виходу на пенсію 1927 року, Омар Фаїк працював над «Мемуарами», але так і не зміг закінчити роботу.
16 липня 1937 року Омара Фаїка заарештовано за розпорядженням районного прокурора Одабашяна у фамільному будинку в Ахалцихе, Грузія, за звинуваченням у шпигунстві на користь Туреччини. Через 3 місяці, 10 жовтня за рішенням «трійки» при Комісаріаті внутрішніх справ Грузинської РСР розстріляно в Тбіліській в'язниці НКВС. В Омар Фаїка немає могили.
1958 року Верховний суд Грузинської РСР виправдав його. Вивчення життя і творчості Омар Фаїка і публікація його багатої колекції творів почалися тільки в середині 1980-х років.

## «Тіньовий» засновник журналу «Молла Насреддін»
На сьогодні «Молла Насреддін» у масовій свідомості азербайджанського суспільства асоціюється лише з ім'ям Джаліла Мамедкулізаде. Омар Фаїк має прямий і безпосередній стосунок як до самої ідеї зародження, створення та видавництва, так і всього письменницького змісту часопису, особливо протягом 1906—1911 років.

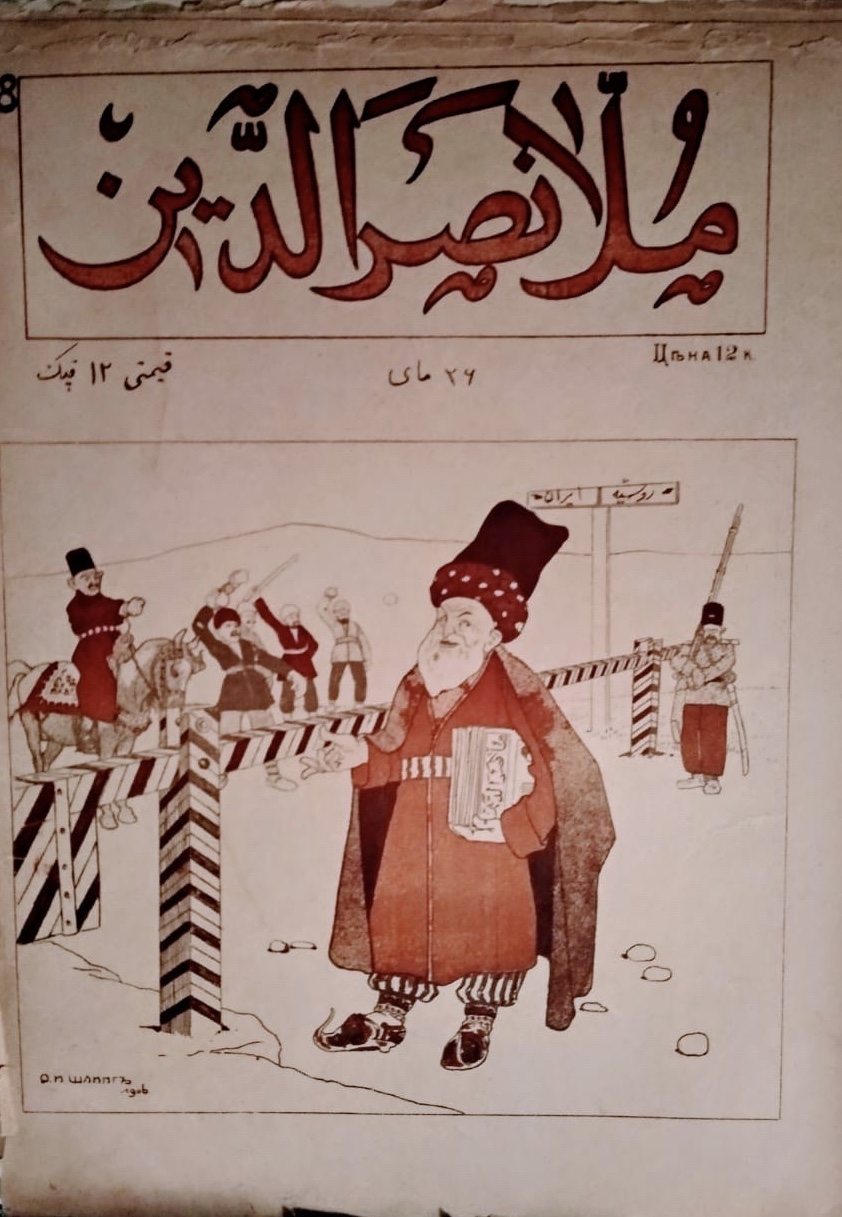
Карикатура з журналу «Молла Насреддін». Оригінал зображення надано з сімейного архіву Омара Фаїка Неманзаде.

Ім'я Омара Фаїка Неманзаде, заборонене після його розстрілу, залишалося практично не згадуваним до розпаду Радянського Союзу в силу його ліберальних поглядів і надій на прогрес тюркських народів. І лише з відкриттям архівів вже в незалежному Азербайджані, перш за все, науковим колам, а потім і широкій публіці стала відкриватися нова історія, стало відомо багато фактів з історії життя, які замовчувалися сім десятиліть.
Незважаючи на реабілітацію 1956 року колишніх розстріляних «ворогів народу», зокрема й Омара Фаїка, інерція глибокого страху інтелігенції та наукових кіл Азербайджану була настільки велика, що його ім'я залишалося не згадуваним. І тільки в середині 1980-х років, деякі літературознавці, живі свідки тих часів, наважуються його згадувати.

Справжню літературну реабілітацію Омара Фаїка Неманзаде вперше здійснив професор Шаміль Гурбанов:
|  | З жалем потрібно сказати, що публіцистична спадщина Омара Фаїка Неманзаде ще не вивчена належним чином, особливо його діяльність у журналі «Молла Насреддін» повністю не розкрита, його підписи не вивчені, оскільки авторів деяких фейлетонів і заміток не вдалося встановити і їх авторство все ще не встановлено. |

Азербайджанський літературознавець Азіз Мірахмедов зазначав:
|  | Свого часу місце Фаїка в історії «Молли Насреддіна», його роль в організації та управлінні видавництвом «Гейяр» не були відзначені й оцінені належним чином, важливу частину його заслуг приписували самому Джалілові Мамедкулізаде. |

Шаміль Гурбанов, зібравши значну частину творчості Омара Фаїка в книзі «Seçilmiş Əsərləri, Ömər Faiq Nemanzadə», писав: 
|  | Зараз упевнено можна сказати, що такі популярні твори як «Вірменські та мусульманські жінки», «Два відкритих листи Шейхульісламу», «Бочка води», «Святилище Бібі Хейбет» та інші, що пробудили громадську думку на початку XX століття, належать перу саме Омара Фаїка Неманзаде. |

Джафар Мустафаєв, докторант Стамбульського університету, зазначає: 
|  | Журнал «Молла Насреддін» був одним з небагатьох видань, прийнятих радянським режимом і передрукованих з арабської абетки на кирилицю. Не можна забувати, що Омар Фаїк грає найважливішу роль у виданні цього журналу і формуванні школи молланасрединців. Омар Фаїк і Джаліл Мамедкулізаде публікували журнал разом, в деяких питаннях Омар Фаїк доклав більше зусиль, ніж Мамедкулізаде. Проте, оскільки Омар Фаїк здобув освіту в Османській імперії і в очах Царської Росії являв небезпечну фігуру, все офіційне адміністрування лягло на Мамедкулізаде. Тому ім'я Омара Фаїка було витіснено на другий план в дослідженнях про журнал «Молла Насреддін», або його ім'я взагалі не згадувалося. Радянська ідеологія відповідала розумінню місцевого націоналізму Джаліла Мамедкулізаде і була далека від пантюркістських поглядів Омара Фаїка. Тому на сьогодні ми маємо картину з глорифікації внеску Джаліла Мамедкулізаде в журнал «Молла Насреддін», при цьому повністю нехтуючи внесок Омара Фаїка. |

## Шлях до просвітництва (1893—1903)
Першу освіту Омар Фаїк здобув у мечеті свого рідного села. Провчившись кілька років у релігійній школі і не проявивши інтересу до релігії, він вступає до щойно відкритої російської школи. Для подальшої освіти батько хотів відправити хлопчика в учительську гімназію в м. Горі, але слова матері «Мій син не буде вчитися серед невіруючих», виявилися перешкодою і за її наполяганням Омар Фаїк 1882 року вирушає до Стамбулу, де продовжує навчання у школі «Фатех». Маючи інтерес до природничих наук він згодом переходить до школи «Даруш-Шафаг», що має на той момент репутацію розсадника ліберальних ідей у Туреччині. Одного разу трапилося протистояння студентів і керівництва училища. Однак заколот придушили, а деяких студентів заарештували, інших же покарали кийками. Омар отримує місяць арешту і 30 ударів кийком. Після важкого перебування у в'язниці, йому довелося лягти в лікарню на два місяці. По закінченні навчання 1891 року, він починає працювати в телеграфії «Галата», де отримує необмежений доступ до газет та журналів Європи, які згодом дуже вплинули на становлення його особистості. Це був період знайомства й усвідомлення європейських соціальних цінностей, ідей лібералізму. Натхнення прикладом Європи не лише не завадило, але й сприяло формуванню чіткої орієнтації на власне національне світовідчуття.
Повернувшись 1894 року на Кавказ, Омар Фаїк приєднується до азербайджанських демократів з ліберально-демократичними поглядами у сфері культури і освіти. Він поширює наукові знання в селі, за що його називають «Гявур Омар». Омар хоче відкрити в селі Аґара школу, але не може отримати дозволу. Цього ж року він починає викладати світські науки в місті Шекі. Восени 1894 року Омар Фаїк приїжджає в одне з найстаріших міст Азербайджану Шекі і за допомоги місцевої інтелігенції створює невелике товариство. Одним з найважливіших завдань цього товариства на початковому етапі стало відкриття новометодної школи — «усулі-джадид». Однак цьому протистояли певні сили як зверху, так і знизу. А ті, хто хоч якось цікавилися питаннями освіти, просто не вірили цим молодим силам. Омар Фаїк так пояснював причину цієї недовіри: «В образі служителів духовенства з Туреччини в ці краї приїжджало багато шарлатанів, народ вже відчував почуття огиди стосовно них і не хотів бачити нікого з такого роду людей» (газета «Хаят», 30 березня 1906).
Зі спогадів Омара Фаїка стає очевидним, що після довгих умовлянь «товариство отримує дозвіл влади на відкриття національної школи і відкриває першу тюркську національну школу на Кавказі з новим методом навчання, що стає добрим прикладом для інших міст». Для того часу це було небаченою подією. Хоча трохи раніше М. Т. Сідгі, що зіграв величезну роль у просвітницькому русі на Кавказі, ввів схожий новий метод навчання в Нахічевані, створивши основу для нової прогресивної педагогічної течії в Азербайджані. Слідом за ними М. В. Гасір у Ленкорані, М. М. Невва в Шуші починають широку діяльність у цій галузі.
Найважливішим боком цього нового методу було навчання рідною мовою, російська мова вивчалась як незалежний предмет. До програми навчання було введено також багато світських наук. Перша ластівка — школа-чотирирічка в Шекі, стала першою школою такого типу. Першого дня навчання школа прийняла 200 школярів, більшість з яких були діти з бідних сімей, які не мали можливості платити за навчання. У штаті школи було лише 4 вчителі: Омар Фаїк, Хафіз Мухаммед Ефенді Шейхзаде, Мулла Таджеддин і Газанфар, що закінчив семінарію.
В Шекі він не обмежувався лише роботою вчителя. На сторінках газет і журналів він друкував останні новини в галузі освіти, розповідав про останні досягнення. В статті за підписом «Вчитель Неманзаде», відправленій із Шекі в кримську газету «Терджиман», Омар Фаїк пише: «Учні шкіл нового типу, закінчивши школу, найчастіше, не можуть продовжити навчання у великих містах і задовольняються тим, що продовжують професію своїх батьків. Через брак освіти не можуть ні розвивати справи своїх батьків, ні виконувати нову і корисну роботу. Тому ми прийняли рішення з цього року відкрити в шекінській школі відділ професійного навчання, що стане гідним прикладом для інших шкіл. На початковому етапі дітей будуть навчати професії шовківника».
Від 1898 до 1900 року Омар Фаїк Неманзаде викладав у медресе при шекінській мечеті. Тут же він ставить п'єсу Мірзи Ахундова «Мсьє Жордан і дервіш Масталі шах» і виступає в ролі Мсьє Жордана. Через хворобу, навесні 1896 року Омар Фаік їде до Гянджі, звідти вирушає в Гаджикенд і зустрічається з Мухаммедом Ефенді, який приїхав зі Стамбула, і вплинув на світогляд молодих учителів і письменників. Через хворобу протягом 1896—1898 років Омар Фаїк залишається в Абастумані і селі Агара. Вирішивши відкрити в Ахалцихе національну школу, Омар Фаїк написав заяву на ім'я директора освіти Тбілісі й дістав таку відповідь: «Ти досить провчився в школі, окрему тюркську школу відкривати не можна». Виступаючи на захист національних прав, Омар Фаїк каже: «кожен народ має право на свою культуру і освіту, і необхідно захищати це право скрізь і завжди». Одужавши, він викладає в школі в Шекі (Азербайджан) від 1898 до 1900 року, скорочує уроки релігії і збільшує уроки лічби, географії, історії та мов.
1900 року Омар Фаїк з метою продовження своєї громадської діяльності приїжджає до Баку, де як і в інших містах (Шамахах, Тифлісі) займається просвітницькою діяльністю. Ставши свідком відсутності національних шкіл в Баку і далеко несприятливих умов для мусульман, Омар Фаїк пише: «якби я не побачив гімназії для дівчаток, відкритої Тагієвим, я би вважав тюркське просвітництво в Баку нульовим». У Шемахах він надає безпосередню допомогу в організації національної школи. Тут же він викладає історію, географію, лічбу і турецьку мову. Після сильного землетрусу 31 січня 1902 року в Шемахах, Омар Фаїк їде до Тбілісі.

## Публіцистика 1903—1917 «Шаргі-Рус», видавництво «Гейрят», заснування журналу «Молла Насреддін»

Сидять справа наліво:, Ганізаде Султан Меджид Муртаза-Алі огли, Джаліл Мамедкулізаде і Аліскандер Джафарзаде. Стоять справа наліво: Омар Фаїк Неманзаде і. Кінець XIX століття

2 квітня 1905 року на одну з перших книг, написаних Омар Фаїком, Комітет цензури дав дозвіл на публікацію. Попри те, що ця книга називалася «Нашрі-асара давет» (Nəşri-asara dəvət, дослівний переклад «Запрошення в друкарню»), вона була написана під впливом суспільно-політичних подій того часу.
Публіцистична діяльність Омара Фаїка не обмежувалася газетою «Шаргі-Рус», з якою він співпрацював, та журналом «Молла Насреддін», який він заснував і видавав разом з Джалілом Мамедкулізаде від 1906 року. Його авторський підпис можна було побачити в багатьох солідних виданнях того часу таких як «Ікбал», «Іршад», «Ачик Сез», «Екінчі», «Каспій», «Азербайджан», «Гардаш Кемяї», «Хаят», «Фюузат», «Єні Ікбал», «Тараккі» та інших.

### Діяльність «Шаргі-Рус»
У редакції газети «Шаргі-Рус», яка почала видаватися 30 березня 1903 року і редактором якої був Мухаммед-ага Шахтахтинський, Омар Фаїк Неманзаде працював пліч-о-пліч з такими діячами, як Мухаммед ага Шахтахтинський, Джаліл Мамедкулізаде, Самед ага Гаїбов, Узеїр Гаджибеков, Рашид Ісмаїлов, Асад Бабаєв, Юсуф Афандізаде.
Ця газета була першою політичною та публічною щоденною тюркською газетою на Кавказі. Пізніше Омар Фаїк так описав цей період свого життя: «Біль від соціальних і політичних ран, що виникли внаслідок побаченого мною в Ахалцихе, Шекі, Шемахах, Гянджі, Баку та інших місцях протягом десяти років від 1893 до 1903 рік, все ще в моєму серці. Але перед двома-трьома цензорами було важко відкрито писати про політичну тиранію, пригнічення урядом. Тому я вважав правильним завуалювати політичний деспотизм і поки писати про релігійну тиранію, яка призводила до нього».
Після того, як 1905 року закрилася газета «Шаргі-Рус» Омар Фаїк і його друг Джаліл Мамедкулізаде викупили друкарню, перейменували її в «Гейрят» і почали видавати тут новаторські книги, що йдуть в ногу з часом. Таким чином, у літературно-культурному житті Азербайджану настає новий етап. Ідейна течія, відома під назвою «молланасреддінці» вступила в боротьбу саме з підмостків видавництва «Гейрят».

### Діяльність у видавництві «Гейрят»
1903 року Мухаммед-ага Шахтахтинський приїжджає до Тифліса, в цей час він був змушений продати своє видавництво. Щоб видавництво не перейшла в чужі руки, Омар Фаїк починає шукати спонсорів. Закриття газети «Шаргі-Рус» і виставлення видавництва на продаж у такий складний час відкрили нову віху в спільній роботі Омара Фаїка і Джаліла Мамедкулізаде. Їм вдалося отримати дозвіл на видавництво журналу «Молла Насреддін», який був «Породженням російського революційного руху», зібрати навколо себе основні демократичні сили свого часу і «відкрити вогонь» по чинному тоді суспільному ладу.
Омар Фаїк так описував це у своїх спогадах: "Я сказав Мірзі Джалілу, що не можна дозволити турецькому видавництву, про яке я так давно мріяв, потрапити в лапи торгашів і закритися; що потрібно врятувати його будь-якою ціною. Джаліл розсміявся і сказав: «Звичайно, я згоден, але без сумніву Мухаммед-ага захоче грошей за видавництво, а їх немає ні в тебе, ні в мене. А також, Фаїк, боюся, що якщо Мухаммед-ага дізнається про те, що видавництво перейде в твої руки, він відмовиться продати його». Я сказав: «Не вимовляй мого імені і попроси Мухаммед-агу почекати, пообіцяй, що знайдеш гроші. Не бійся!».
Пізніше Джаліл Мамедкулізаде і Омар Фаїк починають шукати третього товариша, який міг би профінансувати купівлю друкарні з метою подальшої роботи. Таку людину знаходить сам Омар Фаїк. Ним виявився нахічеванський купець Мешаді Аласгар Багіров, що займався тоді торгівлею в Тбілісі. Омар Фаїк попросив Мешаді Аласгара надати фінансову підтримку, і Мешаді Аласгар, який відчував до Омара Фаїка повагу та особливу симпатію, не відмовив і позичив певну суму грошей. А пізніше він взяв на себе всі витрати не тільки щодо видавництва «Гейрят» («Честь»), але й журналу «Молла Насреддін».
Нова друкарня починає свою діяльність від березня 1905 року під назвою «Гейрят» і продовжує її аж до 1907-го. Керують нею троє: Мірза Джаліл як редактор, Омар Фаїк як видавець і Багіров як спонсор. Згодом вони вирішують розширити друкарню і збільшити виробничу силу. В ній видається багато літературних і наукових робіт. Найголовнішим досягненням друкарні «Гейрят» було видання журналу «Молла Насреддін». Після цього починається найсміливіший, найпродуктивніший і найнебезпечніший період у творчості Омара Фаїка.

### Діяльність у журналі «Молла Насреддін»
Після низки фінансових труднощів уперше 1906 року було видано журнал «Молла Насреддін». У верстці й виданні журналу Джаліл Мамедкулізаде і Омар Фаїк відіграли виняткову роль. У квітні завдяки їхнім спільним зусиллям вийшов перший номер журналу. Звертаючись зі сторінок «Молли Насреддіна» до несправжніх шанувальників свободи, Омар Фаїк пише:
|  | Якщо ми хочемо жити вільно, то повинні пожертвувати молоддю. А після принесеної жертви ми не повинні вибивати себе з сил, оплакуючи і тужачи за ними. Ми не повинні допускати повторних жертв, головне, щоб свобода була чесно зароблена кров'ю народу. Якщо ми будемо просто чекати і втрачати час на порожні розмови, постійно говорячи про свободу, то ми її не будемо домагатися і не побачимо її плодів. |

Офіційним редактором був Джаліл Мамедкулізаде, а основним автором Омар Фаїк. Він також розпоряджався адміністративними і фінансовими питаннями журналу. Після цього починається світанок публіцистики Омара Фаїка. Він перетворюється на незамінного помічника Мірзи Джаліла в редакції. У республіканському Інституті рукописів зберігається спогад Омара Фаїка «Що таке журнал „Молла Насреддін“?». У цій статті розповідається про створення, мету, місію, діяльність та боротьбу, яку вів журнал сатири. Але двом моментам тут приділяється особлива увага. Одним з них є назва журналу, а іншим — розподіл обов'язків у редакції. Говорячи словами Омара Фаїка: «ім'я саме по собі реклама, доказ». Друзі ретельно продумували назва журналу і "перебравши багато варіантів, обрали «Молла Насреддін». Як писав Омар Фаїк, «почувши „Молла Насреддін“ читач може подумати, що його чекають смішні історії, захопливі бесіди, мудрі висловлювання».
Ще один момент полягав у тому, що як пише Омар Фаїк, коли обговорювалася концепція журналу, було прийнято рішення, що він обов'язково повинен бути з карикатурами". Омар Фаік вважав, що народу буде зрозуміліше, коли його ворогів викривають у глузливій формі і він побачить в особі видання «Молла Насреддін» свого захисника.
В художньому оформленні, виборі і підготовці матеріалів «Молла Насреддін» він був другою основною особою в журналі. В архіві Омара Фаїка, який зберігається в Інституті рукописів, можна побачити, що на деяких карикатурах його рукою написано: «моє». Пізніше Омар Фаїк і Джаліл Мамедкулізаде залучили до активної участі в журналі великого азербайджанського поета XX століття Мірзу Алекпера Сабіра.
В сатиричному журналі «Молла Насреддін» з часом склався унікальний колектив публіцистів і художників. Відомо, що карикатури для журналу малювали переважно Оскар Шмерлінг і Йосип Ротер. Однак тему, характер, композицію цих карикатур їм давали Омар Фаїк і Джаліл Мамедкулізаде. В спогадах Омара Фаїка є таке:
|  | Багато малюнків у журналі «Молла Насреддін», що стосуються нашого суспільного життя, не є карикатурами, тобто вигадкою. Це, можна сказати, навіть фотографії людей і подій |

Різкі політичні виступи сатирика XX століття Омара Фаїка в журналі «Молла Насреддін» породжували ненависть і злість у правлячих сил і повагу серед демократично налаштованих просвітителів. 1907 року його заарештували за те, що зобразив султана Абдул-Гаміда в образі мавпи перед європейськими державами, але, на вимогу народу, звільнили через 2 місяці.

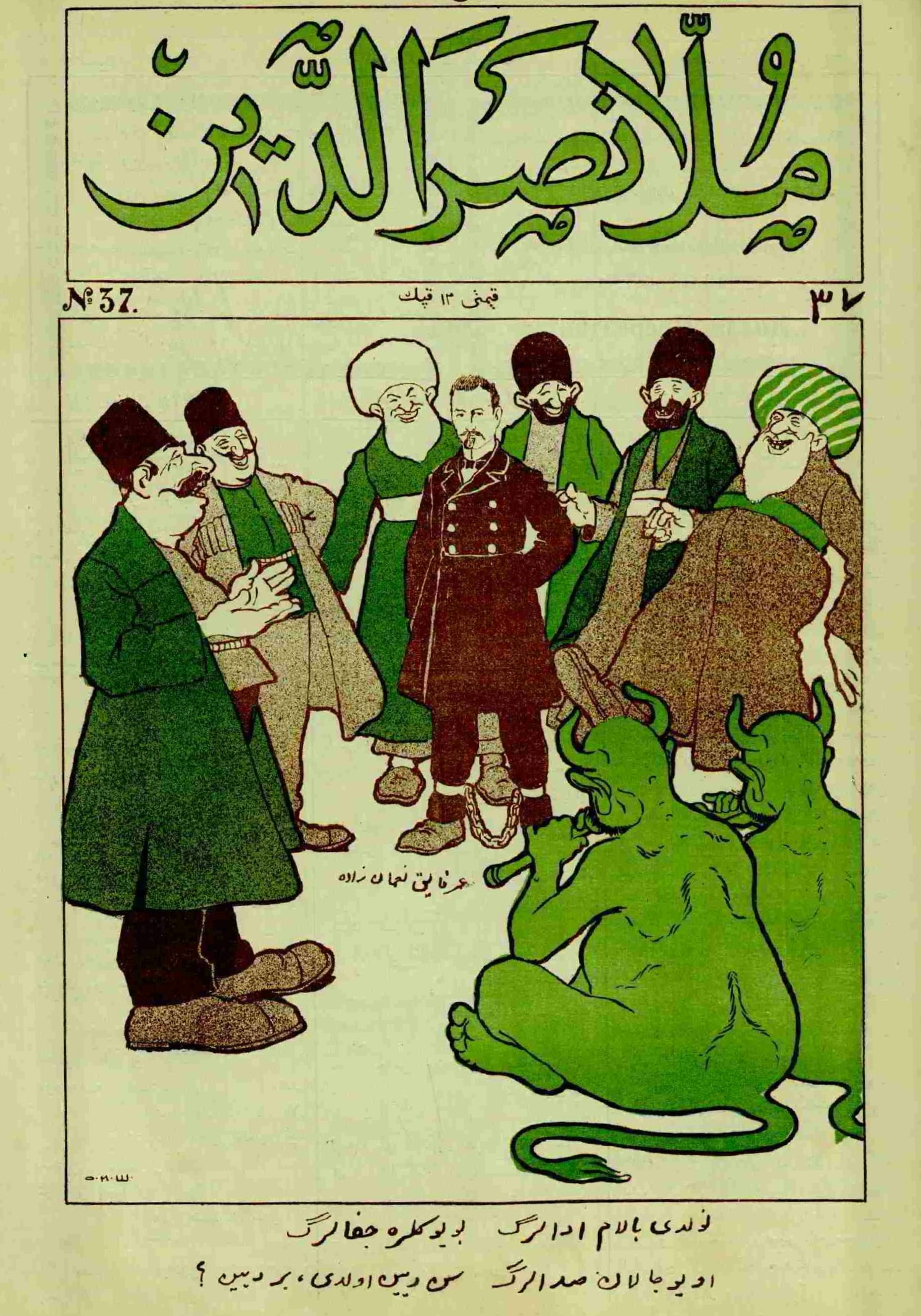
Обкладинка журналу «Молла Насреддін» № 37 із зображенням Омара Фаїка і словами поета Сабіра

Після арешту Омара Фаїка, на обкладинці 37 номера журналу від 2 жовтня 1907 року було опубліковано карикатуру художнього оформлювача журналу Шмерлінга, на якій священнослужителі, беки і поміщики жартують над закутим у кайдани Омаром Фаїком. Над карикатурою було написано «Омар Фаїк Неманзаде», а під нею такі слова поета Сабіра:
20 жовтня в 39 номері журналу було опубліковано ще один відомий вірш Сабіра, присвячений Омару Фаїку. Цей вірш поетично перекликався не тільки з життям Омара Фаїка, але з усім світом журналу «Молла Насреддін». Він відбивав відроджувану журналом національно-духовну самосвідомість. «Казав тобі, немає користі в твоїх стогонах і за кого горів ти не заплачуть над прахом твоїм» — так, у властивій Сабіру манері, поет хотів довести до читача протилежну думку про те, що народ ніколи не забуде своїх героїв, які повністю присвячують себе служінню народу, не вимагаючи нічого натомість.
Після 1921 року, коли журнал «Молла Насреддін» став інструментом радянської пропаганди, Омар Фаїк відмовився від роботи в ньому.
Він залишався близьким другом Джаліла Мамедкулізаде, якому довелося залишатися офіційним редактором журналу, незважаючи на його повну розбіжність з новим радянським баченням жуналу, до останніх його днів. 1932 року в Баку він поховав свого друга Джаліла Мамедкулізаде.
Колекцію відомих і підтверджених на нині публікацій Омара Фаїка в журналі «Молла Насреддін» включено до друкованих видань «Вибране» від 1992 і 2006 років.

### Інші газети і журнали
Омар Фаік друкувався не тільки в журналі «Молла Насреддін», але й в низці газет і журналів, які видавались того часу («Відкрите слово», «Прогрес», «Іршад», «Життя», «Батрак», «Колгоспник», «Комуніст», «Червоний прапор», «Садівник» тощо). Його статті друкувалися за підписом Омар Фаїк Неманзаде, Надія, Той, що сподівається, Фаїк Неманзаде, Лаглагі, Мозалан та іншими іменами та псевдонімами, яких налічувалося до 40. Не всі вони ще підтверджені науковими дослідженнями в Азербайджані і Туреччині. Для проведення подальших досліджень підписів-оригіналів Омара Фаїка Неманзаде необхідні знання османського алфавіту і мови.

## Родина

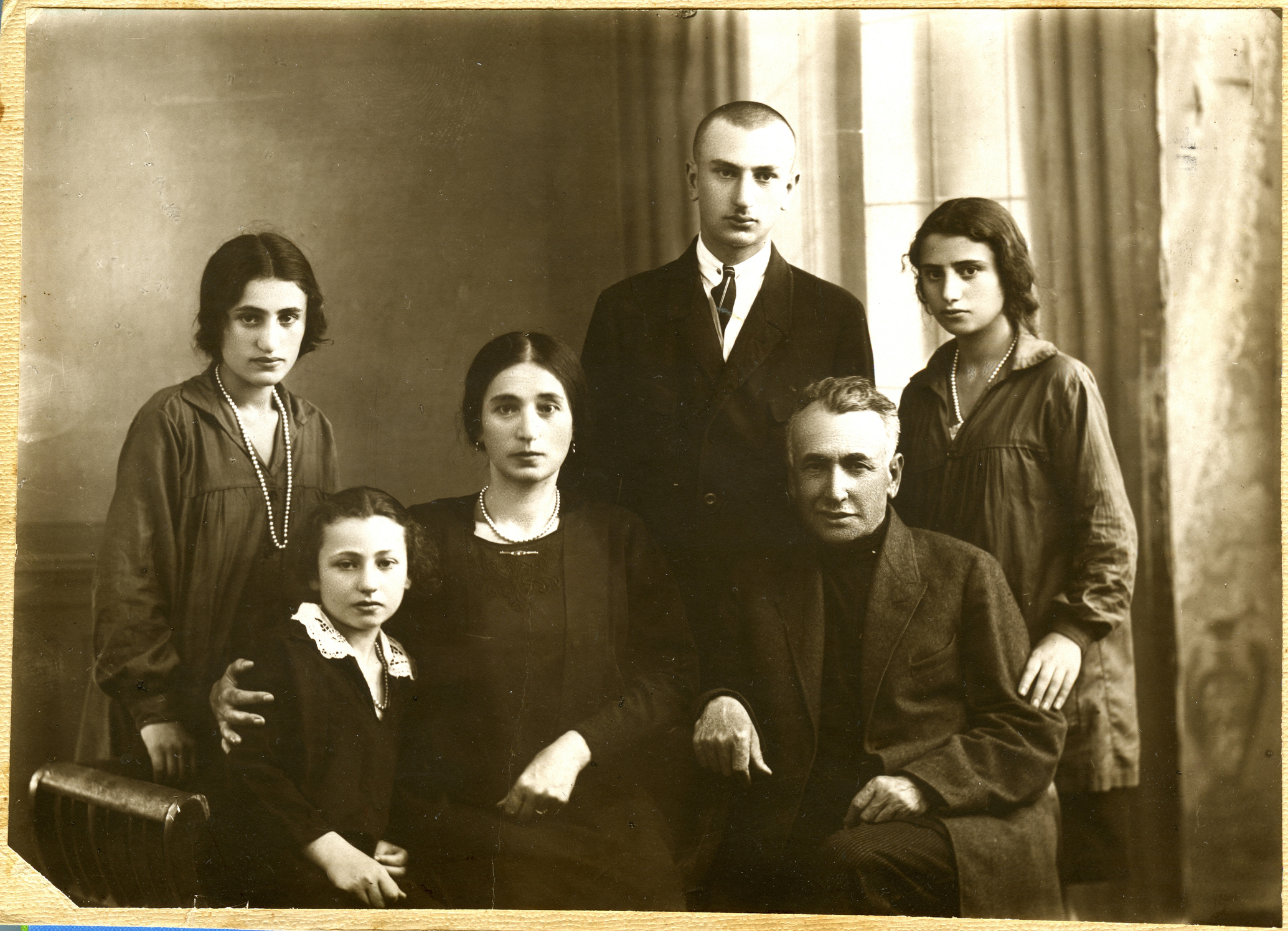
Неманзаде з дружиною і чотирма дітьми

Омар Фаїк був одруженим з Абідою ханум. У них було четверо дітей: Син: Кяміль (1911—1986)
Дочки: Кяміля (1913—1992), Аділя (1915—1992), Бахтлі (1917—2008)
Син Кяміль Неманзаде, випускник медичного інституту, був оголошений пантюркістом. Після дев'яти місяців у Тбіліській в'язниці його відправили в табір на північ, у Кедровий Шор, Республіка Комі. Він провів у таборах 20 років, де був затребуваний як лікар. Після 1956 року повернувся до рідних, у Баку, де також працював лікарем.
Дочки — Кяміля, Аділя і Бахтлі як діти «ворога народу» прожили своє життя в Баку. Всі вони також здобули освіту в медичному інституті. Починаючи з 70-х років, низка істориків і журналістів, які займаються новими дослідженнями з радянської історії, все ще боязко, виходять на зв'язок з дочками Омара Фаїка.
Під час виконання обов'язків головного інспектора адміністрації (поліції) Парламенту АДР Омар Фаїк проживав з сім'єю за адресою: вулиця Істіглаліят, 7 (кол. вулиця Миколаївська, 7). Далі, за адресою вулиця Фізулі (кол. вулиця Басіна), 19, де до своєї смерті проживала його дружина Абіда ханум з дочкою Бахтлі.

### Книги, буклети
Омар Фаїк Неманзаде є автором шести книг і буклетів:
- «Кілька слів» (азерб. Bir Iki Söz) передмова до есе «Кафлет» (азерб. Qəflət) Мамеда Ордубаді[az]. Видавництво «Qeyrət mətbəəsi», Тбілісі 1906

- «Запрошення» (азерб. Neşr-i Asâra Dəvət), видавництво «Qeyrət mətbəəsi», Тбілісі 1905. (Оригінал рукопису зберігається в Інституті рукописів НАН Азербайджану у відділі «Омар Фаїк Неманзаде»)

- «Омар Фаїк Неманзаде — Спогади» (азерб. Ömer Faiq Nemanzadə — Xatirələrim). Шаміль Гурбанов, видавництво «Гянджлик» (азерб. Gənclik nəşriyyatı), Баку, 1985. (Оригінал рукопису зберігається в Інституті рукописів НАН Азербайджану у відділі «Омар Фаїк Неманзаде»)

- «Які науки нам потрібні?» (азерб. Bizə Hansı Elmlər Lazımdır?). Видавництво «Qeyrət mətbəəsi», Тбілісі 1907. (Оригінал рукопису зберігається в Інституті рукописів НАН Азербайджану у відділі «Омар Фаїк Неманзаде»)

- «Що таке журнал „Молла Насреддін“?» (азерб. Molla Nəsrəddin Jurnalı Nedir?). У цій статті від 25 травня 1936 року Омар Фаїк розповів про створення журналу «Молла Насреддін», про ідеологію часопису і про боротьбу, яку він вів. Рукопис з шести сторінок зберігається в Інституті рукописів НАН Азербайджану у відділі «Омар Фаїк Неманзаде»

- «Третій рік» (азерб. Üçüncü Il), Видавництво «Азернашир» (азерб. Azərnəşir), Баку 1927. Книга, що містить оповідання для шкіл, була написана в співавторстві з Х. Санилем (азерб. Haci Kerim Sanili) і Х. Ахундовым. Книга була розширена і перевидана в більш пізні роки: 1928, 1929, 1930.

### Статті в газетах, журналах
Відомо більше ста статей Неманзаде в газетах і журналах.

## Оцінки діяльності
Поет Бахтіяр Вагабзаде після прочитання «Вибраних творів» вперше, писав:
|  | Між рядків я побачив серце, що палає за батьківщину і народ, за їх долю. Це серце б'ється в унісон з серцями Мірзи Джаліля, Сабіра, Хаді. Любов до батьківщини поставила його на п'єдестал свого часу. З висоти всенародної любові Омар Фаїк бачив все без прикрас, таким як є, але він заперечував все потворне і трудився в ім'я краси. |

Мірза Шаріф Мірзаєв — головний цензор мусульманської преси від 1906 до 1917 року в цензорному комітеті Тбілісі:
|  | Хіба можливо таке, щоб наше майбутнє вільне покоління не згадало ім'я людини, яка в найсуворіші дні реакціонерів після першої російської революції, нехтуючи усіма небезпеками, з великою мужністю пропагувала революційні ідеї, закликала співвітчизників до світла, до свободи? |